# Larifugella
Larifugella is een geslacht van hooiwagens uit de familie Triaenonychidae.
De wetenschappelijke naam Larifugella is voor het eerst geldig gepubliceerd door Staręga in 1933. De naam werd eerder gebruikt door Lawrence in 1933, maar is niet beschikbaar voor de nomenclatuur omdat deze na 1930 werd gepubliceerd zonder fixatie van een type soort.

## Soorten
Larifugella omvat de volgende 5 soorten:
- Larifugella afra
- Larifugella longipalpis
- Larifugella natalensis
- Larifugella valida
- Larifugella zuluana